# Ryde or Die Vol. 2
Ryde or Die Vol. 2 to, wydana 4 lipca 2000, roku druga składanka amerykańskiej nowojorskiej grupy hip-hopowej Ruff Ryders. Okładka przedstawia na symbol Ruff Ryders, literę "R", z dwójką w indeksie górnym. Symbol ten można zobaczyć na koszulkach aktorów występujących w "Thug Workout". Album zadebiutował na drugim miejscu listy billboardu.
Album jest promowany przez single: "WW III" i "Got It All", do których powstały klipy oraz "2 Tears in a Bucket" i "Twisted Heat" ("It's Going Down" na stronie B).
Na Ryde or Die Vol. 2 wystąpili gościnnie Snoop Dogg, Scarface, Method Man, Redman, Busta Rhymes, Twista i Trick Daddy. W przeciwieństwie do poprzedniej płyty jest mniej piosenek z DMX-em. Tylko jedna, solowa- "The Great", która kończy się krótkim skitem, w którym występuje między innymi Dee. "Fuck da' Haters (skit)" to rozmowa telefoniczna Swizz Beatza i Busta Rhymesa. Poza nimi pierwszy raz solowo na albumie Ruff Ryders wystąpili Styles P i Drag-On. "Ryde or Die Vol. 2" jest również debiutem Larsiny (w tym Cassidy'ego). Dodatkowym utworem jest "It's Going Down" Parle, który został również umieszczony na singlu "Twisted Heat".
- "WW III" można usłyszeć w uciętej wersji na mixtapie DJ-a 007, "Beast In The East" (Fabolous vs Jadakiss). Grupa G-Unit wykonywała freestyle na podkładzie tego utworu.
- "Got It All" zostało umieszczone również jako dodatkowy utwór na "Scorpion" Eve.
- "Ryde or Die Boyz" zostało umieszczone również na "The Future" Cassidy'ego.
- Cassidy i Shiz Lansky z Larsiny pomagali przy pisaniu tekstów do "Got It All" i "Fright Night".

## Lista utworów
| #  | Tytuł                    | Autorzy                                                        | Producenci               | Występujący                              |
| -- | ------------------------ | -------------------------------------------------------------- | ------------------------ | ---------------------------------------- |
| 1  | "WW III"                 | C. Broadus, B. Jordan, K. Dean, J. Andrews, J. Phillips        | Swizz Beatz              | Snoop Dogg, Yung Wun, Scarface, Jadakiss |
| 2  | "2 Tears in a Bucket"    | S. Jacobs, K. Dean, C. Smith, R. Nobles, J. Jackson            | Swizz Beatz, Icepick Jay | Sheek Louch, Method Man, Redman          |
| 3  | "Got It All"             | J. Phillips, S. Harris, B. Reese, S. Lassiter, E. Jeffers      | Teflon                   | Eve, Jadakiss                            |
| 4  | "Ryde or Die Boyz"       | I. Leeper, B. Reese, S. Lassiter, Jacques, R. Jean, J. Andrews | Mahogany                 | Yung Wun, Larsiny                        |
| 5  | "It's a Holiday (Skit)"  | D. Styles                                                      |                          | Styles P                                 |
| 6  | "Holiday"                | K. Dean, D. Styles                                             | Swizz Beatz              | Styles P                                 |
| 7  | "Weed, Hoes, Dough"      | M. Smalls, S. Harris                                           | Teflon                   | Drag-On                                  |
| 8  | "Fuck da' Haters (Skit)" | T. Smith, K. Dean                                              |                          | Swizz Beatz, Busta Rhymes                |
| 9  | "Fright Night"           | K. Dean, T. Smith, B. Reese, S. Lassiter                       | Swizz Beatz              | Busta Rhymes, Swizz Beatz                |
| 10 | "My Name Is Kiss"        | A. Fields, K. Dean, J. Phillips                                | PK, Swizz Beatz          | Jadakiss                                 |
| 11 | "Twisted Heat"           | K. Dean, M. Smalls, C. Mitchell                                | Swizz Beatz              | Twista, Drag-On                          |
| 12 | "Go Head"                | S. Jacobs, K. Dean, J. Phillips, D. Styles                     | Swizz Beatz              | The Lox                                  |
| 13 | "I'm A H-O-E (Skit)"     |                                                                |                          |                                          |
| 14 | "Stomp"                  | K. Dean, J. Andrews, M. Young                                  | Swizz Beatz              | Yung Wun, Trick Daddy                    |
| 15 | "The Great"              | E. Simmons, I. Leeper                                          | Mahogany                 | DMX                                      |
| 16 | It's Going Down          | D. Jones, T. Cheek, J. Creary                                  | Tod Cheek                | Parle                                    |

## Listy
| Lista                             | Miejsce |
| --------------------------------- | ------- |
| U.S. Billboard 200                | 2       |
| U.S. Billboard R&B/Hip-Hop Albums | 1       |
| Top Canadian Albums               | 3       |
| Top Internet Albums               | 9       |